# Hugo Ärnfast
Frans Hugo Ärnfast, född 2 juni 1908 i Graninge, Västernorrlands län, död 11 juli 1965 i Bogotá, Colombia, var en svensk diplomat.

## Biografi
Ärnfast var son till lantbrukare August Pettersson och Helga Olsson. Han diplomerades från Handelshögskolan i Stockholm 1932 och tog fil.kand. 1956. Ärnfast var anställd vid Svenska mejeriernas riksförening 1933-1935, Sveriges slakteriförbundet 1936-1937 och blev attaché i Utrikesdepartementet (UD) 1937. Han tjänstgjorde i Berlin 1938, Riga 1940, var tjänsteförrättande konsul i Prag 1940 och attaché vid UD 1940. Ärnfast var andre sekreterare vid UD 1941, i Berlin 1944, förste legationssekreterare där 1945, förste sekreterare vid UD 1945 och förste vicekonsul i San Francisco 1948. Han var därefter förste legationssekreterare i Washington, D.C. 1951, förste sekreterare vid UD 1952, byråchef 1953, sändebud i Wellington 1957-1960 och i Karachi 1960-1964. Ärnfast var sändebud i Bogotá från 1964 till 1965 då han dog i en drunkningsolycka.
Ärnfast gifte sig 1940 med Annemarie Brettel (1918-2007), dotter till dr.med. Otto Brettel och Marie Eibach. Han avled den 11 juli 1965 och gravsattes den 26 september 1965 på Norra begravningsplatsen i Stockholm.

## Utmärkelser
Ärnfasts utmärkelser:
- Riddare av Nordstjärneorden (RNO)
- Riddare av Vasaorden (RVO)
- Kommendör av Danska Dannebrogorden (KDDO)